# Phrynocephalus albolineatus
Phrynocephalus albolineatus är en ödleart som beskrevs av  Zhao 1979. Phrynocephalus albolineatus ingår i släktet Phrynocephalus och familjen agamer. Inga underarter finns listade i Catalogue of Life.